# BM Orionis
BM Orionis, eller Theta1 Orionis B, 41 Orionis B och HD 37021 är ett stjärnsystem bestående av fem stjärnor och är en kortperiodisk förmörkelsevariabel av Algol-typ som varierar 7,9-8,65 med perioden 6,4705315 dygn. BM Orionis ingår i Theta Orionis-komplexet och är därigenom en del av asterismen Orions svärd.
BM Orionis har observerats grundligt av det kanadensiska rymdteleskopet MOST (förkortning för ”The Microvariability and Oscillations of Stars Telescope”).  I de observationsserier som då togs fram konstaterades att perioden för förmörkelsevariabeln ändrats under de sista två årtiondena, vilket tyder på att multipelstjärnans omloppsbanor håller på att förändras.
De fem stjärnorna i BM Orionis-systemet är:
- Theta1 Orionis B1, 41 Orionis BA eller HD 37021 A
- Theta1 Orionis B2, 41 Orionis BB eller HD 37021 B
- Theta1 Orionis B3, 41 Orionis BC eller HD 37021 C
- Theta1 Orionis B4, 41 Orionis BD eller HD 37021 D
- Theta1 Orionis B5, 41 Orionis BE eller HD 37021 E